# Mount Maguire
Der Mount Maguire ist ein großer Berg im ostantarktischen Mac-Robertson-Land mit abgeflachtem Gipfel. Er ragt 35 km südlich des Cumpston-Massivs nahe dem Kopfende des Lambert-Gletschers auf. An seiner Ostflanke befindet sich der Nunatak Gora Lysaja.
Kartiert wurde der Berg anhand von Luftaufnahmen und Vermessungen, die im Rahmen der Australian National Antarctic Research Expeditions (1956–1958) entstanden bzw. vorgenommen wurden. Das Antarctic Names Committee of Australia (ANCA) benannte ihn nach Sergeant Ossie Maguire (* 1925) von der Royal Australian Air Force, Funktechniker auf der Mawson-Station im Jahr 1958.